# Perissus aper
Perissus aper är en skalbaggsart som först beskrevs av Louis Alexandre Auguste Chevrolat 1863.  Perissus aper ingår i släktet Perissus och familjen långhorningar. Inga underarter finns listade i Catalogue of Life.